# Lynn LeMay
Lynn LeMay (Tacoma, 1º dicembre 1961) è un'ex attrice pornografica e regista statunitense; è stata inserita nella AVN Hall of Fame nel 2006 e nella XRCO Hall of Fame nel 2011.

## Biografia e carriera
Nata a Tacoma, ha lavorato come spogliarellista e poi come ballerina. Mentre si trovava a New York, le è stato chiesto se avesse intenzione di girare alcune scene di wrestling con la pornostar Tasha Voux.
Nell'autunno del 2006 ha fondato la sua casa di produzione di film per adulti LeMayzing. Successivamente, ha iniziato la sua carriera da regista pornografica, dirigendo 12 scene. Per le sue doti è stata inserita nella Hall of Fame sia dagli AVN che dagli XRCO Award rispettivamente nel 2006 e nel 2011.

## Riconoscimenti
- AVN Awards
  - 2006 – Hall of Fame[7]
- XRCO Award
  - 1989 – Best Female/Female Sex Scene per The Kink con Porsche Lynn[8]
  - 2011 – Hall of Fame[9]